# Liste der Nummer-eins-Hits in Dänemark (2007)
Dies ist eine Liste der Nummer-eins-Hits in Dänemark im Jahr 2007. Sie basiert auf den offiziellen Album Top-40 und Single Top-20, die im Auftrag von IFPI Danmark erstellt werden. Es gab in diesem Jahr 9 Nummer-eins-Singles und 24 Nummer-eins-Alben.

## Singles
| ← 2006 ← | Liste der Nummer-eins-Hits in Dänemark | Liste der Nummer-eins-Hits in Dänemark | Liste der Nummer-eins-Hits in Dänemark                                                                                          | 2008 →                    |
| \| Zeitraum \| Wo. ges. \| Interpret \| Titel Autor(en) \| Zusätzliche Informationen \| \| (Zeitraum, Wochen auf Platz eins, Interpret, Titel, Autor[en], zusätzliche Informationen) \| \| \| \| \| \| ----------------------------------------------------------------------------------------- \| -------- \| ------------------------------------ \| ------------------------------------------------------------------------------------------------------------------------------- \| ------------------------- \| \| 8. Dezember 2006 – 12. April 2007 18 Wochen (insgesamt 62) \| 62 \| Trine Dyrholm \| Avenuen (Mr. Nice Guy) Musik: Kim Larsen; Text: Peter Lund Madsen, Anders Lund Madsen \| – \| \| 13. April 2007 – 26. April 2007 2 Wochen \| 2 \| Efterklang \| Under Giant Trees (EP) \| – \| \| 27. April 2007 – 24. Mai 2007 4 Wochen (insgesamt 62) \| 62 \| Trine Dyrholm \| Avenuen (Mr. Nice Guy) Musik: Kim Larsen; Text: Peter Lund Madsen, Anders Lund Madsen \| – \| \| 25. Mai 2007 – 31. Mai 2007 1 Woche (insgesamt 4) \| 4 \| Teddy Petersen \| Brudevalsen Niels W. Gade \| – \| \| 1. Juni 2007 – 28. Juni 2007 4 Wochen \| 4 \| Torben Steno & Johan Olsen \| Pligten kalder (EP) \| – \| \| 29. Juni 2007 – 5. Juli 2007 1 Woche (insgesamt 4) \| 4 \| Teddy Petersen \| Brudevalsen Niels W. Gade \| – \| \| 6. Juli 2007 – 12. Juli 2007 1 Woche (insgesamt 62) \| 62 \| Trine Dyrholm \| Avenuen (Mr. Nice Guy) Musik: Kim Larsen; Text: Peter Lund Madsen, Anders Lund Madsen \| – \| \| 13. Juli 2007 – 19. Juli 2007 1 Woche (insgesamt 4) \| 4 \| Teddy Petersen \| Brudevalsen Niels W. Gade \| – \| \| 20. Juli 2007 – 26. Juli 2007 1 Woche \| 1 \| TV-2 \| S.o.m.m.e.r. Steffen Brandt \| – \| \| 27. Juli 2007 – 2. August 2007 1 Woche (insgesamt 4) \| 4 \| Teddy Pedersen \| Brudevalsen Niels W. Gade \| – \| \| 3. August 2007 – 11. Oktober 2007 10 Wochen \| 10 \| Timbaland feat. Keri Hilson & D.O.E. \| The Way I Are Timothy Zachery Mosley, Candice Nelson, Floyd Nathanial Hills, Keri Lynn Hilson, Balewa Muhammad, John Maultsby \| – \| \| 12. Oktober 2007 – 18. Oktober 2007 1 Woche (insgesamt 15) \| 15 \| (Verschiedene Interpreten) \| Hvor små vi er Musik: Mikkel Johan Imer Sigvardt, Rasmus Seebach, Nicolai Seebach; Text: Mikkel Johan Imer Sigvardt \| – \| \| 19. Oktober 2007 – 1. November 2007 2 Wochen (insgesamt 62) \| 62 \| Trine Dyrholm \| Avenuen (Mr. Nice Guy) Musik: Kim Larsen; Text: Peter Lund Madsen, Anders Lund Madsen \| – \| \| 2. November 2007 – 13. Dezember 2007 6 Wochen \| 6 \| Nephew feat. L.O.C. \| Hospital Musik: Søren Arnholt, Kasper Toustrup, Simon Kvamm, Kristian Riis, René Munk Thalund; Text: Simon Kvamm, Liam O’Connor \| – \| \| 14. Dezember 2007 – 3. Januar 2008 3 Wochen \| 3 \| Alex feat. Nik & Jay \| Hvad nu hvis Jon Andersson Ørom, Johannes Jules Wolfson, Niclas Petersen, Jannik Thomsen \| – \| |                                        |                                        | |                           |
| ← 2006 |                                        |                                        | | → 2008 →                  |
| Zeitraum | Wo. ges.                               | Interpret                              | Titel Autor(en) | Zusätzliche Informationen |
| (Zeitraum, Wochen auf Platz eins, Interpret, Titel, Autor[en], zusätzliche Informationen) |                                        |                                        | |                           |
| 8. Dezember 2006 – 12. April 2007 18 Wochen (insgesamt 62) | 62                                     | Trine Dyrholm                          | Avenuen (Mr. Nice Guy) Musik: Kim Larsen; Text: Peter Lund Madsen, Anders Lund Madsen                                           | –                         |
| 13. April 2007 – 26. April 2007 2 Wochen | 2                                      | Efterklang                             | Under Giant Trees (EP) | –                         |
| 27. April 2007 – 24. Mai 2007 4 Wochen (insgesamt 62) | 62                                     | Trine Dyrholm                          | Avenuen (Mr. Nice Guy) Musik: Kim Larsen; Text: Peter Lund Madsen, Anders Lund Madsen                                           | –                         |
| 25. Mai 2007 – 31. Mai 2007 1 Woche (insgesamt 4) | 4                                      | Teddy Petersen                         | Brudevalsen Niels W. Gade | –                         |
| 1. Juni 2007 – 28. Juni 2007 4 Wochen | 4                                      | Torben Steno & Johan Olsen             | Pligten kalder (EP) | –                         |
| 29. Juni 2007 – 5. Juli 2007 1 Woche (insgesamt 4) | 4                                      | Teddy Petersen                         | Brudevalsen Niels W. Gade | –                         |
| 6. Juli 2007 – 12. Juli 2007 1 Woche (insgesamt 62) | 62                                     | Trine Dyrholm                          | Avenuen (Mr. Nice Guy) Musik: Kim Larsen; Text: Peter Lund Madsen, Anders Lund Madsen                                           | –                         |
| 13. Juli 2007 – 19. Juli 2007 1 Woche (insgesamt 4) | 4                                      | Teddy Petersen                         | Brudevalsen Niels W. Gade | –                         |
| 20. Juli 2007 – 26. Juli 2007 1 Woche | 1                                      | TV-2                                   | S.o.m.m.e.r. Steffen Brandt | –                         |
| 27. Juli 2007 – 2. August 2007 1 Woche (insgesamt 4) | 4                                      | Teddy Pedersen                         | Brudevalsen Niels W. Gade | –                         |
| 3. August 2007 – 11. Oktober 2007 10 Wochen | 10                                     | Timbaland feat. Keri Hilson & D.O.E.   | The Way I Are Timothy Zachery Mosley, Candice Nelson, Floyd Nathanial Hills, Keri Lynn Hilson, Balewa Muhammad, John Maultsby   | –                         |
| 12. Oktober 2007 – 18. Oktober 2007 1 Woche (insgesamt 15) | 15                                     | (Verschiedene Interpreten)             | Hvor små vi er Musik: Mikkel Johan Imer Sigvardt, Rasmus Seebach, Nicolai Seebach; Text: Mikkel Johan Imer Sigvardt             | –                         |
| 19. Oktober 2007 – 1. November 2007 2 Wochen (insgesamt 62) | 62                                     | Trine Dyrholm                          | Avenuen (Mr. Nice Guy) Musik: Kim Larsen; Text: Peter Lund Madsen, Anders Lund Madsen                                           | –                         |
| 2. November 2007 – 13. Dezember 2007 6 Wochen | 6                                      | Nephew feat. L.O.C.                    | Hospital Musik: Søren Arnholt, Kasper Toustrup, Simon Kvamm, Kristian Riis, René Munk Thalund; Text: Simon Kvamm, Liam O’Connor | –                         |
| 14. Dezember 2007 – 3. Januar 2008 3 Wochen | 3                                      | Alex feat. Nik & Jay                   | Hvad nu hvis Jon Andersson Ørom, Johannes Jules Wolfson, Niclas Petersen, Jannik Thomsen                                        | –                         |

## Alben
| ← 2006 ← | Liste der Nummer-eins-Hits in Dänemark | Liste der Nummer-eins-Hits in Dänemark | Liste der Nummer-eins-Hits in Dänemark | 2008 →                    |
| \| Zeitraum \| Wo. ges. \| Interpret \| Titel \| Zusätzliche Informationen \| \| (Zeitraum, Wochen auf Platz eins, Interpret, Titel, zusätzliche Informationen) \| \| \| \| \| \| ------------------------------------------------------------------------------ \| -------- \| -------------------------- \| -------------------------------------- \| ------------------------- \| \| 24. November 2006 – 4. Januar 2007 6 Wochen \| 6 \| Kim Larsen & Kjukken \| Gammel hankat \| – \| \| 5. Januar 2007 – 1. Februar 2007 4 Wochen (insgesamt 5) \| 5 \| Thomas Helmig \| Helmig herfra \| – \| \| 2. Februar 2007 – 8. Februar 2007 1 Woche \| 1 \| Julie \| Asasara \| – \| \| 9. Februar 2007 – 22. Februar 2007 2 Wochen \| 2 \| Norah Jones \| Not Too Late \| – \| \| 23. Februar 2007 – 1. März 2007 1 Woche \| 1 \| (Verschiedene Interpreten) \| Melodi Grand Prix 2007 \| – \| \| 2. März 2007 – 8. März 2007 1 Woche \| 1 \| Volbeat \| Rock the Rebel / Metal the Devil \| – \| \| 9. März 2007 – 26. April 2007 7 Wochen \| 7 \| Fede Finn & Funny Boyz \| De fedeste \| – \| \| 27. April 2007 – 3. Mai 2007 1 Woche \| 1 \| Amy Winehouse \| Back to Black \| – \| \| 4. Mai 2007 – 10. Mai 2007 1 Woche \| 1 \| Arctic Monkeys \| Favourite Worst Nightmare \| – \| \| 11. Mai 2007 – 17. Mai 2007 1 Woche \| 1 \| Elton John \| Rocket Man – The Definitive Hits \| – \| \| 18. Mai 2007 – 24. Mai 2007 1 Woche \| 1 \| Björk \| Volta \| – \| \| 25. Mai 2007 – 14. Juni 2007 3 Wochen (insgesamt 4) \| 4 \| Runrig \| Everything You See \| – \| \| 15. Juni 2007 – 21. Juni 2007 1 Woche \| 1 \| Allan Olsen \| Multo Iimportante \| – \| \| 22. Juni 2007 – 28. Juni 2007 1 Woche (insgesamt 4) \| 4 \| Runrig \| Everything You See \| – \| \| 29. Juni 2007 – 12. Juli 2007 2 Wochen (insgesamt 3) \| 3 \| Traveling Wilburys \| The Traveling Wilburys Collection \| – \| \| 13. Juli 2007 – 19. Juli 2007 1 Woche \| 1 \| Infernal \| From Paris to Berlin \| – \| \| 20. Juli 2007 – 2. August 2007 2 Wochen \| 2 \| Bon Jovi \| Lost Highway \| – \| \| 3. August 2007 – 9. August 2007 1 Woche (insgesamt 3) \| 3 \| Traveling Wilburys \| The Traveling Wilburys Collection \| – \| \| 10. August 2007 – 23. August 2007 2 Wochen \| 2 \| Beth Hart \| 37 Days \| – \| \| 24. August 2007 – 13. September 2007 3 Wochen (insgesamt 4) \| 4 \| Paul Potts \| One Chance \| – \| \| 14. September 2007 – 20. September 2007 1 Woche \| 1 \| Tina Dickow \| Count to Ten \| – \| \| 21. September 2007 – 27. September 2007 1 Woche (insgesamt 4) \| 4 \| Paul Potts \| One Chance \| – \| \| 28. September 2007 – 11. Oktober 2007 2 Wochen (insgesamt 4) \| 4 \| (Verschiedene Interpreten) \| M:G:P 2007: De unges Melodi Grand Prix \| – \| \| 12. Oktober 2007 – 18. Oktober 2007 1 Woche \| 1 \| Bruce Springsteen \| Magic \| – \| \| 19. Oktober 2007 – 1. November 2007 2 Wochen (insgesamt 4) \| 4 \| (Verschiedene Interpreten) \| M:G:P 2007: De unges Melodi Grand Prix \| – \| \| 2. November 2007 – 8. November 2007 1 Woche \| 1 \| Anne Linnet \| Akvarium \| – \| \| 9. November 2007 – 29. November 2007 3 Wochen (insgesamt 8) \| 8 \| Kim Larsen & Kjukken \| En lille pose støj \| – \| \| 30. November 2007 – 6. Dezember 2007 1 Woche \| 1 \| TV-2 \| For dig ku’ jeg gøre alting \| – \| \| 7. Dezember 2007 – 10. Januar 2008 5 Wochen (insgesamt 8) \| 8 \| Kim Larsen & Kjukken \| En lille pose støj \| – \| |                                        |                                        |                                        |                           |
| ← 2006 |                                        |                                        |                                        | → 2008 →                  |
| Zeitraum | Wo. ges.                               | Interpret                              | Titel                                  | Zusätzliche Informationen |
| (Zeitraum, Wochen auf Platz eins, Interpret, Titel, zusätzliche Informationen) |                                        |                                        |                                        |                           |
| 24. November 2006 – 4. Januar 2007 6 Wochen | 6                                      | Kim Larsen & Kjukken                   | Gammel hankat                          | –                         |
| 5. Januar 2007 – 1. Februar 2007 4 Wochen (insgesamt 5) | 5                                      | Thomas Helmig                          | Helmig herfra                          | –                         |
| 2. Februar 2007 – 8. Februar 2007 1 Woche | 1                                      | Julie                                  | Asasara                                | –                         |
| 9. Februar 2007 – 22. Februar 2007 2 Wochen | 2                                      | Norah Jones                            | Not Too Late                           | –                         |
| 23. Februar 2007 – 1. März 2007 1 Woche | 1                                      | (Verschiedene Interpreten)             | Melodi Grand Prix 2007                 | –                         |
| 2. März 2007 – 8. März 2007 1 Woche | 1                                      | Volbeat                                | Rock the Rebel / Metal the Devil       | –                         |
| 9. März 2007 – 26. April 2007 7 Wochen | 7                                      | Fede Finn & Funny Boyz                 | De fedeste                             | –                         |
| 27. April 2007 – 3. Mai 2007 1 Woche | 1                                      | Amy Winehouse                          | Back to Black                          | –                         |
| 4. Mai 2007 – 10. Mai 2007 1 Woche | 1                                      | Arctic Monkeys                         | Favourite Worst Nightmare              | –                         |
| 11. Mai 2007 – 17. Mai 2007 1 Woche | 1                                      | Elton John                             | Rocket Man – The Definitive Hits       | –                         |
| 18. Mai 2007 – 24. Mai 2007 1 Woche | 1                                      | Björk                                  | Volta                                  | –                         |
| 25. Mai 2007 – 14. Juni 2007 3 Wochen (insgesamt 4) | 4                                      | Runrig                                 | Everything You See                     | –                         |
| 15. Juni 2007 – 21. Juni 2007 1 Woche | 1                                      | Allan Olsen                            | Multo Iimportante                      | –                         |
| 22. Juni 2007 – 28. Juni 2007 1 Woche (insgesamt 4) | 4                                      | Runrig                                 | Everything You See                     | –                         |
| 29. Juni 2007 – 12. Juli 2007 2 Wochen (insgesamt 3) | 3                                      | Traveling Wilburys                     | The Traveling Wilburys Collection      | –                         |
| 13. Juli 2007 – 19. Juli 2007 1 Woche | 1                                      | Infernal                               | From Paris to Berlin                   | –                         |
| 20. Juli 2007 – 2. August 2007 2 Wochen | 2                                      | Bon Jovi                               | Lost Highway                           | –                         |
| 3. August 2007 – 9. August 2007 1 Woche (insgesamt 3) | 3                                      | Traveling Wilburys                     | The Traveling Wilburys Collection      | –                         |
| 10. August 2007 – 23. August 2007 2 Wochen | 2                                      | Beth Hart                              | 37 Days                                | –                         |
| 24. August 2007 – 13. September 2007 3 Wochen (insgesamt 4) | 4                                      | Paul Potts                             | One Chance                             | –                         |
| 14. September 2007 – 20. September 2007 1 Woche | 1                                      | Tina Dickow                            | Count to Ten                           | –                         |
| 21. September 2007 – 27. September 2007 1 Woche (insgesamt 4) | 4                                      | Paul Potts                             | One Chance                             | –                         |
| 28. September 2007 – 11. Oktober 2007 2 Wochen (insgesamt 4) | 4                                      | (Verschiedene Interpreten)             | M:G:P 2007: De unges Melodi Grand Prix | –                         |
| 12. Oktober 2007 – 18. Oktober 2007 1 Woche | 1                                      | Bruce Springsteen                      | Magic                                  | –                         |
| 19. Oktober 2007 – 1. November 2007 2 Wochen (insgesamt 4) | 4                                      | (Verschiedene Interpreten)             | M:G:P 2007: De unges Melodi Grand Prix | –                         |
| 2. November 2007 – 8. November 2007 1 Woche | 1                                      | Anne Linnet                            | Akvarium                               | –                         |
| 9. November 2007 – 29. November 2007 3 Wochen (insgesamt 8) | 8                                      | Kim Larsen & Kjukken                   | En lille pose støj                     | –                         |
| 30. November 2007 – 6. Dezember 2007 1 Woche | 1                                      | TV-2                                   | For dig ku’ jeg gøre alting            | –                         |
| 7. Dezember 2007 – 10. Januar 2008 5 Wochen (insgesamt 8) | 8                                      | Kim Larsen & Kjukken                   | En lille pose støj                     | –                         |

## Jahreshitparaden
| ← 2006 ← | Liste der Nummer-eins-Hits in Dänemark | Liste der Nummer-eins-Hits in Dänemark                            | Liste der Nummer-eins-Hits in Dänemark | 2008 →   |
| \| Singles \| Position# \| Alben \| \| ------------------------------------------------------------------------------------------------------------------------------------------------------------------ \| --------- \| ----------------------------------------------------------------- \| \| Avenuen (Mr. Nice Guy) Trine Dyrholm Musik: Kim Larsen; Text: Peter Lund Madsen, Anders Lund Madsen \| 1 \| One Chance Paul Potts \| \| Brudevalsen Teddy Petersen Niels W. Gade \| 2 \| En lille pose støj Kim Larsen & Kjukken \| \| The Way I Are Timbaland feat. Keri Hilson & D.O.E. Timothy Zachery Mosley, Candice Nelson, Floyd Nathanial Hills, Keri Lynn Hilson, Balewa Muhammad, John Maultsby \| 3 \| M:G:P 2007: De unges Melodi Grand Prix (Verschiedene Interpreten) \| \| Pligten kalder (EP) Torben Steno & Johan Olsen \| 4 \| For dig ku’ jeg gøre alting TV-2 \| \| S.o.m.m.e.r. TV-2 Steffen Brandt \| 5 \| I Danmark er jeg født Natasja \| \| 74 Jailbreak (EP) AC/DC \| 6 \| Count to Ten Tina Dickow \| \| Under Giant Trees (EP) Efterklang \| 7 \| Back to Black Amy Winehouse \| \| Ungdomshuset blir Verschiedene Interpreten \| 8 \| De allerstørste sange Lis Sørensen \| \| You Know My Name Chris Cornell Chris Cornell, David Arnold \| 9 \| The Boks De Nattergale \| \| Røde Mor (EP) Røde Mor \| 10 \| Helmig herfra Thomas Helmig \| |                                        |                                                                   |                                        |          |
| ← 2006 |                                        |                                                                   |                                        | → 2008 → |
| Singles | Position#                              | Alben                                                             |                                        |          |
| Avenuen (Mr. Nice Guy) Trine Dyrholm Musik: Kim Larsen; Text: Peter Lund Madsen, Anders Lund Madsen | 1                                      | One Chance Paul Potts                                             |                                        |          |
| Brudevalsen Teddy Petersen Niels W. Gade | 2                                      | En lille pose støj Kim Larsen & Kjukken                           |                                        |          |
| The Way I Are Timbaland feat. Keri Hilson & D.O.E. Timothy Zachery Mosley, Candice Nelson, Floyd Nathanial Hills, Keri Lynn Hilson, Balewa Muhammad, John Maultsby | 3                                      | M:G:P 2007: De unges Melodi Grand Prix (Verschiedene Interpreten) |                                        |          |
| Pligten kalder (EP) Torben Steno & Johan Olsen | 4                                      | For dig ku’ jeg gøre alting TV-2                                  |                                        |          |
| S.o.m.m.e.r. TV-2 Steffen Brandt | 5                                      | I Danmark er jeg født Natasja                                     |                                        |          |
| 74 Jailbreak (EP) AC/DC | 6                                      | Count to Ten Tina Dickow                                          |                                        |          |
| Under Giant Trees (EP) Efterklang | 7                                      | Back to Black Amy Winehouse                                       |                                        |          |
| Ungdomshuset blir Verschiedene Interpreten | 8                                      | De allerstørste sange Lis Sørensen                                |                                        |          |
| You Know My Name Chris Cornell Chris Cornell, David Arnold | 9                                      | The Boks De Nattergale                                            |                                        |          |
| Røde Mor (EP) Røde Mor | 10                                     | Helmig herfra Thomas Helmig                                       |                                        |          |